# Cycle de Lenoir

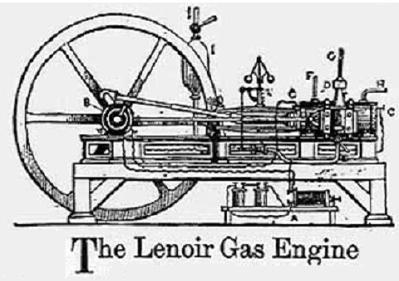
Le moteur à gaz de Lenoir en 1860

Le cycle de Lenoir est un cycle thermodynamique théorique souvent utilisé pour modéliser un pulsoréacteur. Il est basé sur le fonctionnement d'un moteur breveté par Jean Joseph Étienne Lenoir en 1860. Ce moteur est souvent considéré comme le premier moteur à combustion interne commercialement produit. L'absence de toute phase de compression dans la conception conduit à un rendement plus faible que les cycles plus connus d'Otto et Diesel.

## Le cycle
Dans le cycle, un gaz parfait suit les étapes suivantes, :
1–2: Chauffage à volume constant (isochore) ;
2–3: Détente Isentropique ;
3–1: Refroidissement à pression constante (isobare).
La détente est isentropique et se fait donc sans échange de chaleur. L'énergie est absorbée sous forme de chaleur lors du chauffage isochore et restituée sous forme de travail lors de la détente isentropique.
La chaleur perdue est évacuée lors du refroidissement isobare qui consomme un certain travail.

### Chauffage à volume constant (1–2)
Dans la version gaz parfaits du cycle traditionnel de Lenoir, la première étape (1–2) consiste en un chauffage à volume constant. Il en résulte d'après le premier principe de la thermodynamique :
{\displaystyle {}_{1}Q_{2}=mc_{v}\left({T_{2}-T_{1}}\right)}
Il n'y pas de travail lors du processus car le volume est maintenu constant :
{\displaystyle {}_{1}W_{2}=\int _{1}^{2}{p\,dV}=0}
et d'après la définition de la capacité thermique à volume constant pour un gaz parfait :
{\displaystyle c_{v}={\frac {R}{\gamma -1}}}
Où R est la constante des gaz parfaits et γ est le rapport des capacités thermiques (environ 287 J/(kg·K) et 1,4 respectivement, pour l'air). La pression après le chauffage peut être calculée par la loi des gaz parfaits : {\displaystyle p_{2}v_{2}=RT_{2}}

### Détente isentropique (2–3)
La seconde étape (2–3) consiste en une détente adiabatique réversible du fluide jusqu'à sa pression initiale. On peut déterminer pour un processus isentropique que le deuxième principe de la thermodynamique donne :
{\displaystyle {\frac {T_{2}}{T_{3}}}=\left({\frac {p_{2}}{p_{3}}}\right)^{\textstyle {{\gamma -1} \over \gamma }}=\left({\frac {V_{3}}{V_{2}}}\right)^{\gamma -1}}
Où {\displaystyle p_{3}=p_{1}} pour ce cycle spécifique. Le premier principe de la thermodynamique donne pour ce processus de détente : {\displaystyle {}_{2}W_{3}=\int _{2}^{3}{p\,dV}} car pour un processus adiabatique :
{\displaystyle {}_{2}Q_{3}=0}

### Refroidissement à pression constante (3–1)
L'étape finale (3–1) consiste en un refroidissement à pression constante jusqu'à l'état initial. D'après le premier principe de la thermodynamique on trouve : {\displaystyle {}_{3}Q_{1}-{}_{3}W_{1}=U_{1}-U_{3}}.
D'après la définition du travail : {\displaystyle {}_{3}W_{1}=\int _{3}^{1}{p\,dV}=p_{1}\left({V_{1}-V_{3}}\right)}, on trouve pour la chaleur rejetée lors de ce processus : {\displaystyle {}_{3}Q_{1}=\left({U_{1}+p_{1}V_{1}}\right)-\left({U_{3}+p_{3}V_{3}}\right)=H_{1}-H_{3}}.
En conséquence, la chaleur rejetée peut être exprimée par : {\displaystyle {}_{3}Q_{1}=mc_{p}\left({T_{1}-T_{3}}\right)}.
Pour un gaz parfait, {\displaystyle c_{p}={\frac {\gamma R}{\gamma -1}}}.

### Rendement

Graphique comparant le rendement du cycle d'Otto et du cycle de Lenoir pour différents taux de compression. Comme le montre le graphique, le rendement du cycle d'Otto est toujours supérieur pour un taux donné.

Le rendement global du cycle est déterminé par le travail total divisé par la chaleur absorbée, qui pour un cycle de Lenoir vaut :
{\displaystyle \eta _{\rm {th}}={\frac {{}_{2}W_{3}+{}_{3}W_{1}}{{}_{1}Q_{2}}}.}
On notera que le processus de détente produit du travail mais que le processus de refroidissement en consomme.
Alternativement, le premier principe de la thermodynamique peut être utilisé pour exprimer le rendement en termes de chaleur absorbée et de chaleur rejetée :
{\displaystyle \eta _{\rm {th}}=1-{\frac {{}_{3}Q_{1}}{{}_{1}Q_{2}}}=1-\gamma \left({\frac {T_{3}-T_{1}}{T_{2}-T_{1}}}\right).}
En utilisant cela, pour le processus isobare, T3/T1 = V3/V1, et pour le processus adiabatique, T2/T3 = (V3/V1)γ−1, le rendement peut être exprimé en fonction du taux de compression r :
{\displaystyle \eta _{\rm {th}}=1-\gamma \left({\frac {r-1}{r^{\gamma }-1}}\right),}
où r = V3/V1 est défini comme étant > 1. En comparant cela graphiquement au rendement du cycle d'Otto, on peut voir que le cycle d'Otto est plus efficace pour un taux de compression donné. Alternativement, en utilisant la relation donnée pour le processus 2–3, le rendement peut être exprimé en fonction du rapport de pression (en) rp = p2/p3 :
{\displaystyle \eta _{\rm {th}}=1-\gamma \left({\frac {r_{p}^{1/\gamma }-1}{r_{p}-1}}\right).}

## Diagrammes du cycle
|  |  |